# Stan Vanderbeek
 (novembre 2017).
Si vous disposez d'ouvrages ou d'articles de référence ou si vous connaissez des sites web de qualité traitant du thème abordé ici, merci de compléter l'article en donnant les références utiles à sa vérifiabilité et en les liant à la section « Notes et références ».
Stan Vanderbeek (né le 6 janvier 1927 à New York et mort le 19 septembre 1984 à Baltimore) est un artiste américain pionnier dans le développement du cinéma expérimental et des techniques d'animation.
Il était un scientifique, un artiste et un inventeur éminent qui a forgé de nouveaux liens entre l'art, la technologie, la perception et l'humanité.
Il a collaboré avec le programmeur et physicien Ken Knowlton au Laboratoires Bell, pour la production d’une série de films générés par ordinateur utilisant un langage de programmation appelé BEFLIX.

## Biographie
D'origine danoise et néerlandaise, Stan Vanderbeek est né à New York en 1927. Il a étudié à Cooper Union et Black Mountain College, et a reçu un doctorat honorifique de Black Mountain College en 1957 et un autre à Cooper Union en 1972. Au cours de sa carrière Vanderbeek a reçu de nombreuses récompenses dont entre autres des subventions de la Fondation Rockefeller, la Fondation Guggenheim, la Fondation Ford et la dotation nationale pour les arts et un prix de réalisateur indépendant de l'American Film Institute. Il a été un artiste en résidence à WGBH et à l'Université de South Florida, et un professeur d'art à l'Université du Maryland, à Baltimore. Son travail a fait l'objet de rétrospectives au Museum of Modern Art et au Whitney Museum of American Art de New York.
Dans les années 1950, VanDerBeek fréquenta le Black Mountain College, l'école progressiste légendaire où John Cage, Buckminster Fuller, Merce Cunningham et Josef Albers étaient parmi les instructeurs. Son expérience là-bas a été un tournant majeur dans sa vie. Stan Vanderbeek s'est révélé obsédé par la communication mondiale et le potentiel de la technologie pour élever et ennoblir les gens. Il a commencé à produire son premier film expérimental en 1955. Dans les années 1960, il découvre un intérêt pour les animations de collage, la construction de machine à des fins d'utilisation de la technologie cinématographique et l'utilisation de programmes informatiques. il a conçu des performances multimédias à l'aide d'animation informatique, avec le soutien de Bell Telephone Laboratories.
Stan Vanderbeek avait l'habitude de travailler sur plusieurs films à la fois. Une idée a toujours déclenché l'idée suivante, et plusieurs fois une partie d'un film apparaîtrait dans un film ultérieur. Vanderbeek a également produit des expériences théâtrales et multimédias. Il a travaillé avec des techniques d'animation en direct. Il a également travaillé avec des spectacles et a incorporé de nombreuses coïncidences de l'imagerie.
Dans les années 1970, il a construit un “Movie-Drome” à Stony Point, New York, qui était un laboratoire audiovisuel pour la projection de film, danse, théâtre magique, son et autres effets visuels. Ses expériences multimédias comprenaient des murales filmiques, des systèmes de projection, des événements planétarium et l’exploration des premiers systèmes infographiques et de traitement de l’image.
Une grande partie du travail le plus intrigant de VanDerBeek a eu lieu après qu'il a quitté la commune dans l'État de New York et est venu au MIT, où il s'est aventuré plus loin dans l'infographie, les communications et d'autres domaines émergents. Sa maîtrise des nouvelles technologies est devenue plus sophistiquée et mieux intégrée dans sa vision artistique. Deux œuvres de cette période, en particulier, se distinguent: Violence Sonata, une vidéo à double canal produite pour la télévision publique en 1970 qui a demandé au téléspectateur de prendre deux téléviseurs et de les placer côte à côte, et l'épique Telephone Murals (1970).

## "Movie-Drome"
Au début des années 1960, VanDerBeek avait déménagé dans une commune d'artistes dans l'État de New York. Inspiré par les dômes de Buckminster Fuller et la collision des formes d'art de John Cage, VanDerBeek a commencé à travailler sur un dôme géodésique de 9,5 mètres de haut, dont l'intérieur soit inondé de projections de films multiples. Cet environnement immersif, baptisé « Movie-Drome », serait un «prototype pour un nouveau genre de scène de cinéma» selon VanDerBeek.

## Liste des expositions
- 1954 VanDerBeek: Heat Paintings, Polaroids, Oils, Boylston Street Print Gallery, Cambridge, MA
- 1960 New Medium-New Forms, Martha Jackson Gallery, New York, NY
- 1961 Bewogen, Beweging, Stedelijk Museum, Amsterdam, The Netherlands (March 10-April 17, 1961)
- 1966 The World of Stanley VanDerBeek, The Visual Arts Gallery, New York, NY
- 1968 Cybernetic Serendipity, Institute of Contemporary Arts, London, United Kingdom (Jasia Reichardt, curator), traveled to Smithsonian Institution, Washington, DC (opened January 11, 1969)

The Projected Image, Institute of Contemporary Art, Boston, MA
- 1969 Found Forms, Intermedia Festival, Tokyo, Japan
- 1970 Software, The Jewish Museum, New York, NY (January 1970) Vision and Television, Rose Art Museum, Brandeis University, Waltham, MA Telephone Mural Project, Walker Art Center, Minneapolis, MN

Telephone Mural Project, arranged by The Institute of
Contemporary Art at the following locations: Boston City
Hall, Children’s Museum, DeCordova Museum, and The Elma Lewis School of Fine Arts, Boston, MA Exploration, MIT Hayden Gallery, Cambridge, MA
- 1971 Information Center, Bienal de São Paulo with the MIT Center for Advanced Visual Studies, São Paulo, Brazil
- 1972 Murals by Telephone, MIT to Walker Art Center, Minneapolis, MN
- 1972-74 Multiple Interaction Team, MIT, Cambridge, MA; Museum of Science and Industry, Chicago, IL (November 15, 1972- January 15, 1973); The Franklin Institute, Philadelphia, PA; The Exploratorium at The Palace of Arts and Sciences, San Francisco, CA (February 8-April 8, 1973); Cincinnati Contemporary Arts Center, Cincinnati, OH (May 1-July 1, 1973); The Franklin Institute, Philadelphia, PA (November 1-December 31, 1973); Museum of Fine Arts, St. Petersburg, FL (January 28-March 17, 1974)
- 1973 33rd Annual Exhibition of the Society for Contemporary Art, Art Institute of Chicago, Chicago, IL

New Photographics #73, Fine Arts Building, Central Central Washington College, Ellensburg, WA (May 7-18,1973)
- 1974 An Exhibition of the University of South Florida College of Fine Arts, John and Mable Ringling Museum of Art, Sarasota, FL (October 3- November 17, 1974)
- 1976 Machine Art: An Exhibit of “Inter-Graphich” by Professor Stan VanDerBeek, University of Maryland, Baltimore County, Library Gallery, Baltimore, MD; Technological Art, Towson State College Art Gallery (Christopher Bartlett, Gallery Director) (March 20-April 11, 1976) New Work in Abstract Video Imagery, Everson Museum of Art, Syracuse, NY (December 1, 1976-January 2, 1977)
- 1978 Light Mural of Office Windows, IBM Building, Baltimore, MD. Copy Art: The Art of Xerox
- 1981 Computer/Culture (installation of Steam-Screens), Toronto, Ontario, Canada

Retrospective and Steam-Screen installation, Walker Art
Center, Minneapolis, MN Photo/Electric Arts Exhibition ’81, T-Court, Village by the Grange, Toronto, Ontario, Canada (November 1981)
- 1982 Computer Art Exhibit and Festival, Sinclair Auditorium Fountain Area, Lehigh University Art Galleries, Bethlehem, PA (January 29-March 8, 1982)

Art by Computer & Video, The Museum of the Surreal &
Fantastique, New York, NY
- 1983 Whitney Biennial, Whitney Museum of American Art, New York, NY
- 1984 Fluxus, etc.: The Gilbert and Lila Silverman Collection, Contemporary Art Museum, Houston, TX

The American Independent Cinema: 1958-1964, Whitney Museum of American Art, New York, NY
New American Video Art: A Historical Survey, 1967-1980,
Whitney Museum of American Art, New York, NY, travelled to: Video Culture Canada, Toronto, Ontario, Canada (1984); University of California, San Diego, CA (1985); Institute of North American Studies, Barcelona, Spain; University of Houston, Houston, TX; Arvada Center for Arts and Humanities, Arvada, CO; Williams College, Williamstown, MA; University of California, Riverside, CA (1986)
- 1986 ACM SIGGRAPH Art Show, Dallas, TX
- 1989 Bits of Art, Henry Ford Community College, Dearborn, MI
- 1996 Beat Culture and the New America: 1950-1965, Whitney Museum of American Art, New York, NY
- 2001 Stan VanDerBeek: A Space Art Visionary of the Sixties and Seventies, Outer Space-Cyber Space Art Workshop, BoulogneBillancourt, France
- 2003 Stan VanDerBeek, Guild & Greyshkul, New York, NY
- 2004 4D in the Filmmuseum, Dutch Filmmuseum, Amsterdam, The Netherlands X-Screen, Film Installations and Actions in the 1960s and 1970s, Museum of Moderner Kunst Stiftung Ludwig, Vienna, Austria

War! Protest in America 1965-2004, Whitney Museum of
American Art, New York, NY
- 2005 Summer of Love: Art of the Psychedelic Era, Tate Liverpool, Liverpool, United Kingdom 1960s Electric Arts: From Kinetic Sculpture to Media Environments, Seattle Art Museum Downtown, Seattle, WA
- 2007 Genesis: Life at the End of the Information Age, Central Museum, Utrecht, The Netherlands

bit international–[Nove] Tendencije—Computer and Visual Research (Darko Fritz, curator), Neue Galerie am
Landesmuseum Joanneum, Graz, Austria
Summer of Love: Art of the Psychedelic Era, Whitney Museum of American Art, New York, NY
- 2008 Paul McCarthy’s Low Life Slow Life: Part 1, CCA Wattis Institute for Contemporary Art, San Francisco, CA

Stan VanDerBeek Works from 1950–1980, Guild & Greyshkul, New York, NY
Pretty Ugly, Maccarone, New York, NY
Communication Breakdown, Edlin Gallery, New York, NY;
Galerie Impaire, Paris, France
Stan VanDerBeek, Guild & Greyshkul, New York, NY
- 2009 Stan VanDerBeek, The Box, Los Angeles, CA (March 14-April 18, 2009)

FAX, The Drawing Center, New York, NY
Amazement Park: Stan, Sara and Johannes VanDerBeek, The
Frances Young Tang Teaching Museum and Art Gallery at
Skidmore College, Saratoga Springs, NY (June 6, 2009 April 25, 2010)
The Front Room, Contemporary Art Museum, St. Louis, MO (July 1-26, 2009)
- 2010 Changing Channels, Museum Moderner Kunst Stiftung Ludwig Wien, Vienna, Austria

Nachleben, The Goethe-Institut, New York, NY
Gwangju Biennale 2010, 10000 Lives, Gwangju, South Korea